# Soil (gruppo musicale)
I Soil (stilizzato SOiL) sono un gruppo musicale alternative metal, formatosi nel 1997 a Chicago, Illinois.

## Storia del gruppo
I Soil si formano nel 1997 con dei membri di due band della scena death metal Broken Hope e Oppressor come side project delle due band. Le prime tre pubblicazioni dei Soil, SOiL (EP), El Chupacabra (EP) e il loro album di debutto Throttle Junkies, non riuscirono a lanciare la band sul mercato. È circa in questo periodo che tutti i membri dei SOiL lasciarono le loro band di appartenenza per concentrarsi sul progetto SOiL.
Il lancio dei Soil avvenne quando Pat Lynch della Orlando Rock Radio Station WJRR, programmò il demo di Halo in continua rotazione. Immediatamente scoppiò una guerra di offerte tra le major più importanti, che fu vinta da J Records (Una divisione della RCA Records). Clive Davis, una leggenda nell'industria musicale, cui va il merito di aver scritturato artisti quali i Pink Floyd e Bruce Springsteen, etichettò la band con la frase «per il momento voi sarete la mia unica rock band. Sarete una mia priorità, e voglio farvi sfondare».
La band acquisì un modesto successo internazionale con l'uscita di Scars nel 2001. Il loro successo crebbe grazie a singoli quali Halo ed Unreal.
Nel 2004, dopo aver pubblicato il loro terzo album Redefine, la band abbandona la J Records in seguito ad incomprensioni sulla politica di vendita. Poco dopo, il cantante Ryan McCombs annunciò la sua uscita dal gruppo. AJ Cavalier (ex Diesel Machine), vi entrò il 15 novembre del 2004, come sostituto di Ryan McCombs.
Il 20 luglio 2005 viene annunciato ufficialmente che Ryan McCombs è il nuovo cantante dei Drowning Pool.
Il 21 settembre 2005, i Soil si associano ad una etichetta indipendente di New York, la DRT Entertainment. Il loro ultimo album nacque il 2 maggio 2006. L'album trapassò però i confini del P2P e del BitTorrent il 4 marzo, circa 2 mesi prima dell'uscita ufficiale.
La tournée True Self arrivò il Europa 2 volte e una volta negli Stati Uniti (durante il The True Rock Tour) come gruppo spalla a Godsmack, Staind, Sevendust e Hell Yeah.
In un'intervista nel maggio del 2007, il chitarrista Shaun Glass annuncia di aver recentemente ripreso a scrivere nuovo materiale, come seguito di True Self. Pochi mesi dopo Shaun Glass lascerà la band per formare i Dirge Within.
La band decide così di rimanere un quartetto con AJ Cavalier a ricoprire anche il ruolo di chitarrista ritmico. Il 20 ottobre 2009 la band pubblica il loro quarto album Picture Perfect per l'etichetta Bieler Bros, che in Europa uscirà invece tramite AFM Records. Picture Perfect è stato prodotto da Johnny K (Disturbed, Staind), Ulrich Wild (Deftones, Incubus) e SOiL e infine mixato da Dave Fortman (Mudvayne, Evanescence). Il primo singolo tratto dall'album è Like It Is. Nel gennaio 2010 è uscito il secondo singolo Lesser Man.
Il 23 luglio 2010, il cantante AJ Cavalier ed il batterista Tom Schofield hanno lasciato la band. I Soil attraverso un comunicato hanno annunciato l'ingaggio di Jordan Lee (ex Silvergun) alla voce e di Mike Tignino (già nei Chainwax) alla batteria.
Il 25 ottobre 2010, la band ha pubblicato il singolo Surrounded, già presente nell'ultimo album ma registrato in una nuova versione con la nuova formazione e disponibile sia su iTunes che su Amazon. Nel novembre 2011 Ryan McCombs e i Drowning Pool cessano la loro collaborazione, dando modo a Mccombs di tornare in pianta stabile nei Soil. Dal 2011 entra in formazione il batterista Jon Wysocki, da poco uscito dagli Staind.

## Formazione

### Formazione attuale
- Ryan McCombs - voce (1997-2004, 2011-presente)
- Adam Zadel – chitarra, cori (1997-presente)
- Tim King – basso, cori (1997-presente)

### Ex componenti
- Shaun Glass – chitarra (1997-2007)
- Tom Schofield – batteria (1997-2010)
- AJ Cavalier – voce, chitarra (2004–2010)
- Jon Wysocki – batteria (2011-2012) (Deceduto[4])

## Discografia

### Album in studio
- 1999 – Throttle Junkies
- 2001 – Scars
- 2004 – Redefine
- 2006 – True Self
- 2009 – Picture Perfect
- 2013 – Whole
- 2022 - Play It Forward

### Album dal vivo
- 2012 – Re-Live-ing the Scars: In London
- 2017 - Scream: The Essential

### EP
- 1997 – Soil
- 1998 – El Chupacabra
- 2014 - Anyway
- 2015 - Redefine: Rediscovered